# ماسياس أرتين
ماسيس أرتين (مواليد 8 أغسطس 1993) هو لاعب كرة قدم عراقي يلعب كمدافع لنادي دهوك والمنتخب العراقي.

## المسيرة الكروية
بدأ أرتين مسيرته مع نادي أرجون الذي يلعب في الدرجة الرابعة الهولندية، حيث هبط مستويين متتاليين إلى الدرجة السادسة الهولندية وساهم في فوزهم بكأس هولندا للهواة لعام 2013. أيضًَا في عام 2013، وقع أرتين مع نادي إف سي آيندهوفن الذي يلعب في الدرجة الثانية الهولندية، حيث شارك في ثلاث مباريات. في 4 أكتوبر 2013، ظهر أرتين لأول مرة مع نادي إف سي آيندهوفن خلال فوز 3-2 على نادي إف سي دن بوش.
قبل النصف الثاني من موسم 2013-14، وقع أرتين مع نادي غاندزاسار الأرمني، لكنه غادر بسبب مشاكل في دفع الرواتب. في عام 2014، وقع أرتين مع نادي مونتفورت الذي يلعب في الدرجة الخامسة الهولندية، حيث عانى من الهبوط إلى الدرجة السادسة الهولندية. في عام 2016، وقع أرتين مع فريق راينسبورخسي بويز الذي يلعب في الدرجة الرابعة الهولندية، وساهم في صعودهم إلى الدرجة الثالثة الهولندية.
في 4 يناير 2022، أعلن نادي سباركنبورغ عن توقيع ماسيز أرتين مع الفريق اعتبارًا من موسم 2022-23.

## المسيرة الدولية
أرتين مؤهل لتمثيل كل من أرمينيا والعراق دوليًا، حيث وُلد في العراق. ظهر لأول مرة مع المنتخب العراقي في مباراة ودية انتهت بفوز العراق 2-2 (7-6) بركلات الترجيح على تايلاند في كأس الملك في 10 سبتمبر 2023.

## روابط خارجية
- ماسياس أرتين  على سكروي
- ماسياس أرتين على فرق كرة القدم الوطنية.كوم
- Masies Artien at playmakerstats